# Townsendia dilata
Townsendia dilata là một loài ruồi trong họ Asilidae. Townsendia dilata được Martin miêu tả năm 1966. Loài này phân bố ở vùng Tân nhiệt đới và Tân Bắc giới.